# Wilson Washington
Wilson Washington jr. (Norfolk, 3 agosto 1955) è un ex cestista statunitense, professionista nella NBA, in Italia e nei Paesi Bassi.

## Carriera
Venne selezionato dai Philadelphia 76ers al secondo giro del Draft NBA 1977 (25ª scelta assoluta).